# Yared Shegumo
Yared Shegumo (* 10. Januar 1983 in Addis Abeba, Äthiopien) ist ein polnischer Langstreckenläufer äthiopischer Herkunft.

## Werdegang
Shegumo wurde in Äthiopien geboren und wanderte als Jugendlicher nach Polen aus. 2003 erhielt er schließlich die polnische Staatsbürgerschaft. Zwischen 2008 und 2010 lebte er zwischenzeitlich in Großbritannien, um seinen Lebensunterhalt sichern zu können. In seinen Jugendjahren trat er vor allem auf Kurzstrecken an und errang mehrere Medaillen. 2012 debütierte er im Marathonlauf. Mit dem Gewinn der Silbermedaille im Marathonlauf bei den Europameisterschaften 2014 in Zürich gelang ihm sein bisher größter Erfolg als Leichtathlet. Er lebt und trainiert gegenwärtig in Warschau.

## Persönliche Bestleistungen

### Freiluft
- 800 m: 1:47,03, 31. Juli 2005, Posen
- 1000 m: 2:20,72, 18. September 2005, Siedlce
- 1500 m: 3:40,12, 29. Juni 2003, Posen
- 3000 m: 8:04,24, 6. September 2005, Zielona Góra
- 5000 m: 14:02,53, 13. September 2003, Biała Podlaska
- Halbmarathon: 1:04:15, 25. März 2012, Warschau
- Marathon: 2:10:34, 29. September 2013, Warschau

### Halle
- 800 m: 12. Februar 2005, Spała
- 1500 m: 3:42,76, 6. Februar 2005, Spała
- 2000 m: 5:14,36, 18. Januar 2004, Warschau
- 3000 m: 7;54,04, 14. Februar 2004, Leipzig